# Tadeusz Breguła
Tadeusz Breguła (ur. 10 lipca 1928 w Tarnowskich Górach, zm. 5 marca 2022 w Singen (Hohentwiel)) – polski trener piłki ręcznej, m.in. trener reprezentacji Polski kobiet (1953-1956) i reprezentacji Polski mężczyzn (1957-1967), działacz sportowy, m.in. sekretarz generalny Polskiego Komitetu Olimpijskiego (1969-1973), prezes Związku Piłki Ręcznej w Polsce (1976-1978 i 1984-1988).

## Życiorys
Był synem Maksymiliana Breguły i Klary Breguły, z d. Moisko. Od 1935 uczęszczał do szkoły podstawowej w rodzinnym mieście. Jego ojciec był robotnikiem kolejowym, zmarł w 1940. Po II wojnie światowej uczył się w liceum pedagogicznym, w 1952 ukończył studia w Akademii Wychowania Fizycznego w Warszawie.
W młodości uprawiał piłkę ręczną, koszykówkę i lekkoatletykę w barwach Kolejarza Tarnowskie Góry (1946-1950), następnie w AZS-AWF Warszawa. W 1952 poprowadził żeńską drużynę Unii Łódź do tytułu mistrza Polski seniorek w odmianie 7-osobowej. W tym samym roku rozpoczął pracę w technikum wychowania fizycznego w Gdańsku, gdzie prowadził juniorską drużynę Zrywu Gdańsk. W latach 1953–1967 był kierownikiem Wydziału Zespołowych Gier Sportowych Studium Nauczycielskiego Wychowania Fizycznego w Gdańsku.
W latach 1953–1956 był trenerem reprezentacji Polski seniorek, w odmianie 11-osobowej (z Alojzym Chrószczem). W sezonie 1956/1957 odbył roczne studia specjalistyczne w Deutsche Hochschule für Körperkultur w Lipsku. W latach 1957–1967 był trenerem reprezentacji Polski seniorów (współpracował z nim Jerzy Til). Poprowadził tę drużynę na mistrzostwach świata w odmianie 7-osobowej w 1958 (5 m.) i 1967 (9–12 m.) i w odmianie 11-osobowej w 1963 (4 m.) i 1966 (4 m.). Równocześnie w latach 1957-1961 prowadził męski zespół Wybrzeża Gdańsk i w 1958, 1959 oraz 1960 zdobył z tym zespołem wicemistrzostwo Polski.
W latach 1969–1973 był sekretarzem generalnym Polskiego Komitetu Olimpijskiego, w latach 1975-1977 dyrektorem gabinetu przewodniczącego Głównego Komitetu Kultury Fizycznej i Turystyki, w latach 1977-1978 pierwszym zastępcą prezesa Polskiej Federacji Sportu. W latach 1976–1978 i ponownie w latach 1984-1988 był prezesem Związku Piłki Ręcznej w Polsce. W latach 1976–1992 wchodził w skład komisji metodyczno-trenerskiej Międzynarodowej Federacji Piłki Ręcznej (IHF), w 1994 został członkiem honorowym IHF.
Od 1989 mieszkał w Gottmadingen, gdzie wspierał jako konsultant miejscowy klub HSG Gottmadingen.
Opublikował podręczniki Polska ręczna siedmioosobowa (1967) i Piłka ręczna - lata doświadczeń (1996)
W 1956 został odznaczony Brązowym Krzyżem Zasługi, w 1984 otrzymał Diamentową Odznakę ZPRP.